# 大湖義民廟
24°25′38″N 120°52′13″E / 24.427332°N 120.870289°E
大湖義民廟，又名大湖昭忠祠，是位於臺灣苗栗縣大湖鄉靜湖村的義民廟，祭祀羅福星等抗日人物。

## 歷史沿革
大湖義民廟建於清朝同治九年（1870年），祀奉早年拓墾過世的先民，後多次遷移，1952年在現址另建。當時由苗栗縣議員徐金福出資百分之八十以上，倡議在羅公崗山麓重建，但未被批准，後聽友人之議，改為紀念死於苗栗事件的羅福星，用建立「大湖昭忠祠」、「大湖昭忠塔」的名義才獲准。除徐金福外，還有劉傳村及地方熱心人士，和行政院設計委員王惟英等人倡建。

門牌

廟址是在原廟的西南端，近大湖國中。昭忠搭共分七層，以鋼骨水泥及磚瓦混造，工程費新臺幣十萬餘元。徐金福委請抗日人物葉紹安、女婿楊會春、大湖民眾服務站總幹事楊杰至至台北安東街（今瑞安街）取回羅福星的靈骨。並經由中國國民黨苗栗縣黨部委員王維英、縣議員劉傳村、地方人士詹明能等人協助，聚資營葬。塔上面並鐫刻兩個國民黨黨徽。塔內除羅福星外，還有陳阿榮、張火爐、賴來、李阿齊等抗日人物遺骸。
原計畫在1953年3月29日青年節舉行落成典禮。後來由賴順生縣長及沈珮錄議長分任正副主委典的禮籌備委員會改訂在該年6月27日，並獲蔣中正總統特頒題「忠烈永式」匾額一面、台忠字第一號褒揚令。落成之日，戰略顧問委員會主委何應欽、考試院副院長羅家倫、行政院代表閔劍梅、立法院委員王夢周、監察院院長代表曾今可、司法院代表方揚、內政部長黃季陸、賴順生縣長、民政廳專門委員江繼五、國民黨縣黨部主委胡嗣春、議長沈炳英、議員徐金福、劉傳村、抗日人物周赤牛等人參加。
後來廟方提供三百坪用地，興建羅福星烈士紀念館，由省府文化處撥款二千萬元興建硬體、行政院文建會等補助六百多萬元充實軟體，於1997年12月動工，2000年3月8日落成。建築為地下一層、地上四層，一樓作多功能集會所兼村辦公室、二樓有大湖特產主題館、三樓是多功能集會所、四樓是羅福星紀念館。

## 祭祀活動
農曆七月廿四日舉辦中元節普度法會，前日先從新竹、苗栗請來義民爺及土地公等神，至廿三日請道士誦經作法，並紙糊大士爺、土地公等坐鎮。1953年8月9日，落成不久，《聯合報》記者前往參觀，見到祠內設置籤筒、祭具，村婦攜帶牲禮、線香、蠟燭、冥紙祭祀，批評是愚夫愚婦、會影響紀念忠烈的真諦。

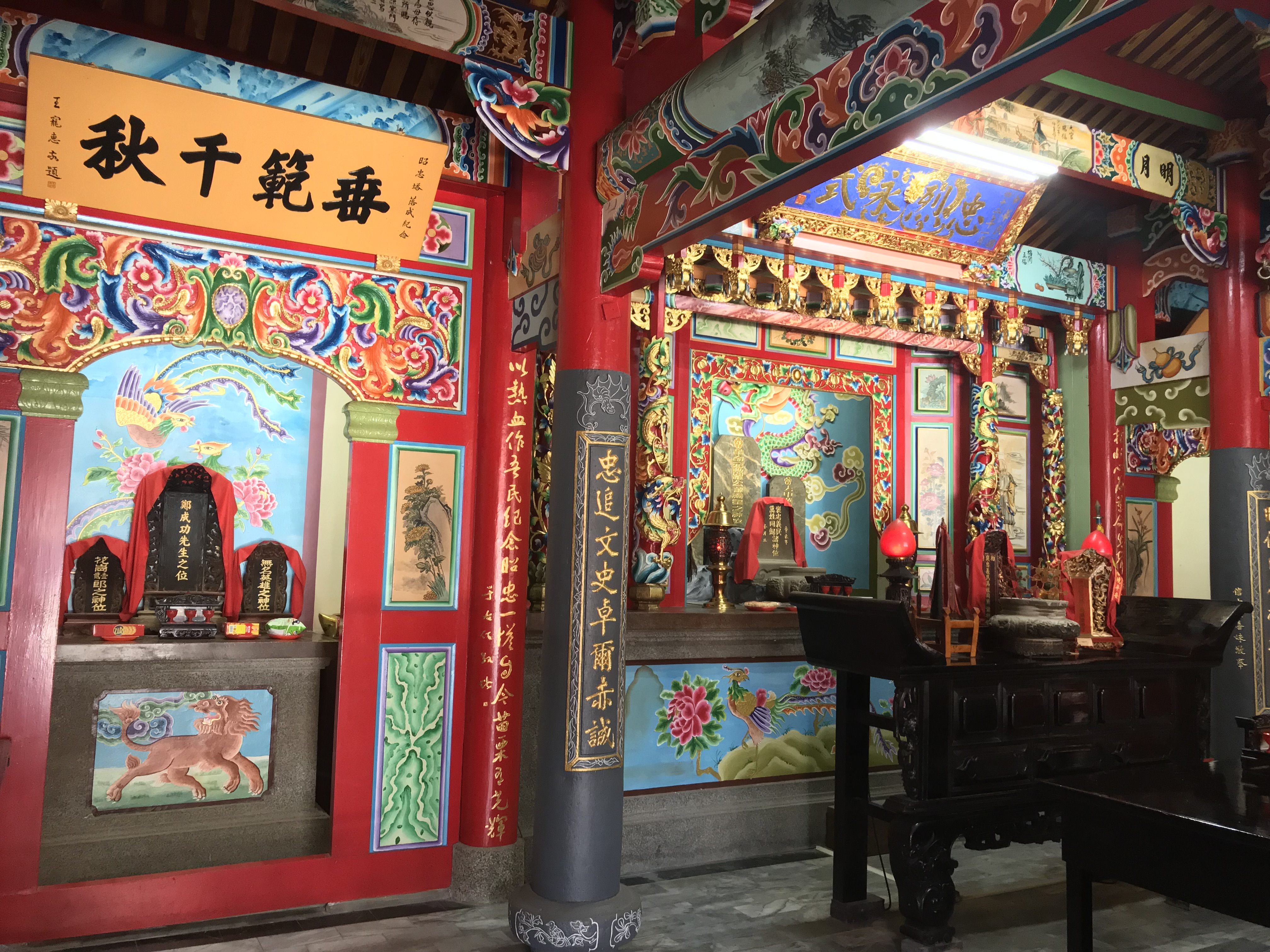
花岡一郎、花岡二郎、鄭成功牌位

定國曆3月3日舉辦羅福星烈士殉難周年紀念活動。如1981年3月3日，羅福星成仁就義六十七週年追思大會時，中央電影公司總經理明驥牽領《大湖英烈》演職員郎雄、陸一龍、高明、高鳴、喜翔、袁時和、伍克定等，將影片拷貝贈獻給大會，並在該年青年節上映。之前導演張佩成就透過羅福星孫女羅秋昭的指引，來此弔念。電影拍攝途中，1980年5月25日，有電影全體演、職員也來憑弔、劉永、劉復雯、李芷麟、寇世勳、鐵孟秋、喜翔等人。
在1994年，羅福星犧牲八十週年，報導已說近十年來已不見政府官員前來祭拜。在2007年報導時，擔任廟祝的榮民李紅儀感嘆昔日常見五院首長或者國軍的總司令、司令級軍官到場主祭，如今交通方便，政府和軍方首長反而少到來此廟表示尊崇。